# Herb gminy Zabór
Herb gminy Zabór – symbol gminy Zabór.

## Wygląd i symbolika
Herb przedstawia na tarczy w polu czerwonym trzy srebrne wieże z otwartymi bramami. W bramie środkowej wieży umieszczono wizerunek lipy, a w górnej niszy srebrną postać kobiety z mieczem i wagą – personifikację sprawiedliwości. 